# IC 5263
IC 5263 ist eine linsenförmige Galaxie vom Hubble-Typ SB0/a im Sternbild Indianer am Südsternhimmel. Sie ist schätzungsweise 171 Millionen Lichtjahre von der Milchstraße entfernt und hat einen Durchmesser von etwa 70.000 Lichtjahren.
Das Objekt wurde am 21. August 1900 von DeLisle Stewart entdeckt.